# علم إكوادور

العلم الوطني للإكوادور

العلم المدني للإكوادور

اعتمد علم جمهورية الإكوادور رسميًا في 26 أيلول - سبتمبر من سنة 1860 ويتكون العلم الإكوادوري من ثلاثة ألوان هي الأصفر، الأزرق والأحمر حيث تبلغ نسبة اللون الأصفر 50% بينما تبلغ نسبة اللونين الأزرق والأحمر 50% من العلم الإكوادوري ويوجد في الوسط صورة لشعار النبالة.

## معنى الرموز الموجودة في شعار النبالة
يرمز طائر كندور الأنديز إلى القوة والشجاعة ويرمز المشهد البانورامي إلى بركان تشيمبورازو ونهر غواياس أما القارب فيدعى غواياس (بالإسبانية: Guayas)‏ وهو قارب تاريخي تابع للبحرية الإكوادورية أما النخيل وأوراق الغار فترمز إلى السلام والكرامة.

## معنى ألوان العلم
- الأصفر: يرمز إلى الشمس وإلى الثروات المعدنية في الإكوادور.
- الأزرق: يرمز إلى المحيط الهادئ.
- الأحمر: يرمز إلى دماء الشعب الإكوادوري الذي ضحى منذ عامي 1809-1822 من أجل نيل الاستقلال عن إسبانيا.